# Raïon de Kez
Le raïon de Kez (russe : Ке́зский райо́н, Kezski raion; oudmourte : Кез ёрос, Kez joros) est un raïon de la République d'Oudmourtie en Russie,.

## Présentation
La superficie du raïon de Kez est de 2 321,0 km2.
Le raïon de Kez est situé dans la partie nord-est de l'Oudmourtie.
Il borde le raïon de Debyosy au sud, le raïon d'Igra au sud-ouest, le raïon de Balézino à l'ouest et au nord-ouest et le kraï de Perm au nord-est et à l'est.
Environ 60% de la superficie sont boisés. La région appartient aux hautes terres de la Kama supérieure doù la rivière Kama prend sa source.
Le calcaire, l'argile, le pétrole, la tourbe et le bois brut sont produits dans le raïon qui abrite aussi des industries agroalimentaires et de transformation du bois.
L'agriculture est spécialisée dans la production de lait et de viande, ainsi que dans la culture de céréales, de pommes de terre et de lin.
Le raïon comprend 15 municipalités rurales : Bolchoi Olyp, Gyja, Youski, Kabaloud, Kez, Klyuchevskoïe, Kouliga, Kouzma, Mysy, Novyi Ountem, Polom, Syurzi, Sosnovyi Bor, Stepanenki et Tcheptsa. Le chef-lieu du raïon est l'agglomération de Kez.
Environ 68,0 % des habitants sont des Oudmourtes, 28,4 % des Russes et 1,7 % des Tatars[2].
Le journal local est Zvezda.
La ligne ferroviaire principale entre Moscou et l'Extrême-Orient russe passe par Kez.
La liaison routière vers Ijevsk via Debyosy (en) et Igra (en) emprunte la  et la ,.

## Démographie
La population du raïon de Kez a évolué comme suit:
| 1959   | 1970   | 1979   | 1989   | 2002   |
| ------ | ------ | ------ | ------ | ------ |
| 43 247 | 38 083 | 32 036 | 29 264 | 26 446 |

| 2009   | 2015   | 2019   | 2021   | - |
| ------ | ------ | ------ | ------ | - |
| 25 439 | 21 022 | 19 891 | 18 468 | - |

## Galerie

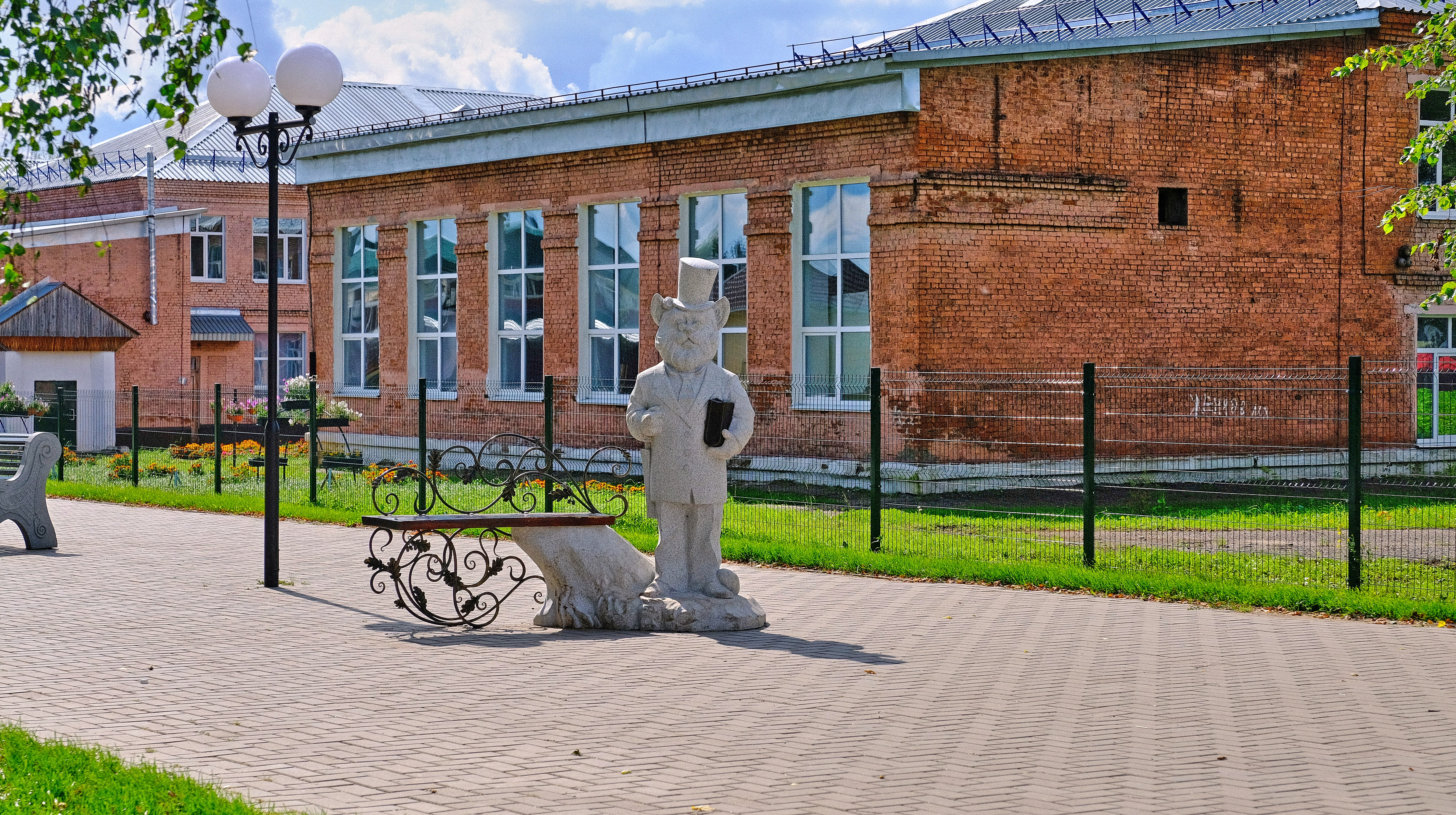
École n°1 à Kez, 11, rue Pouchkine.
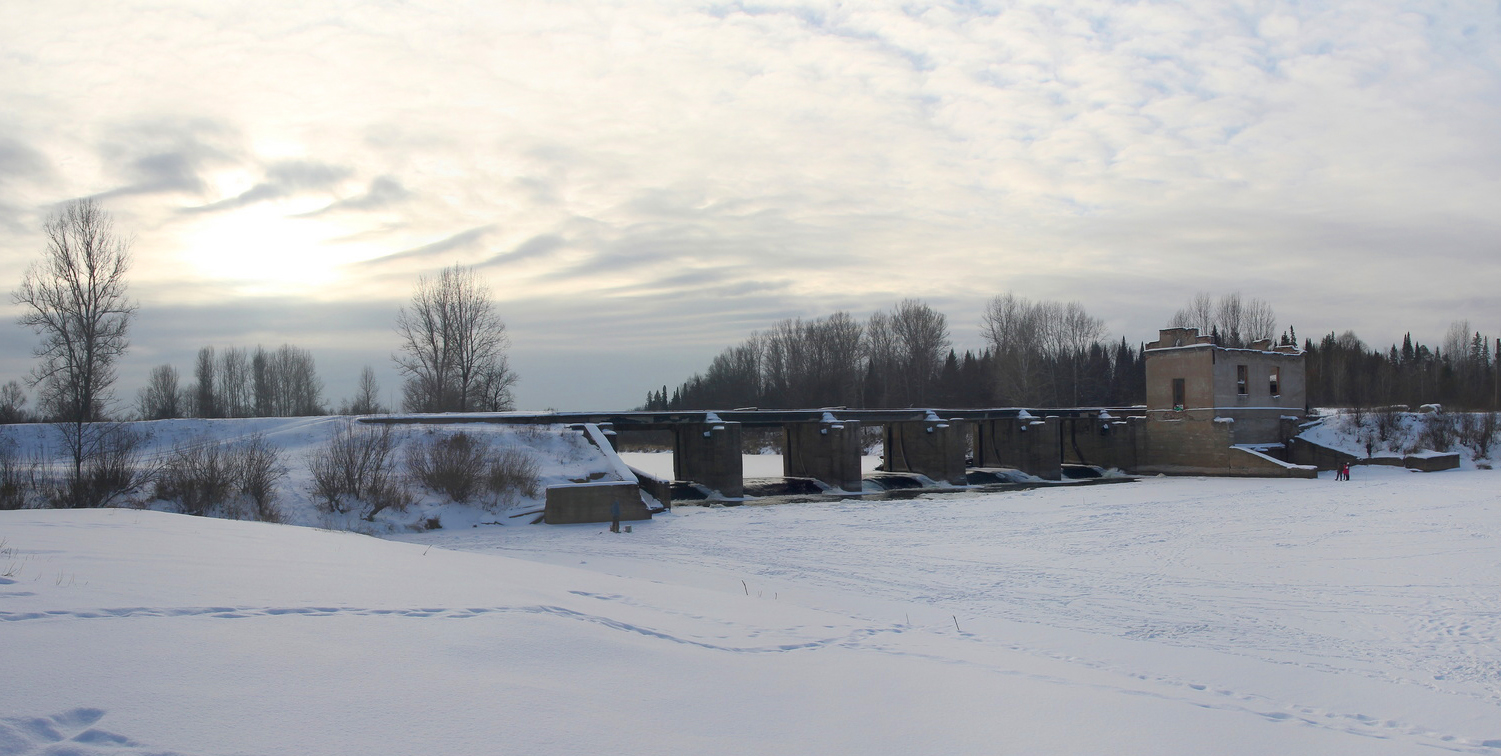
Centrale hydroélectrique d'Oktyabrskaya.
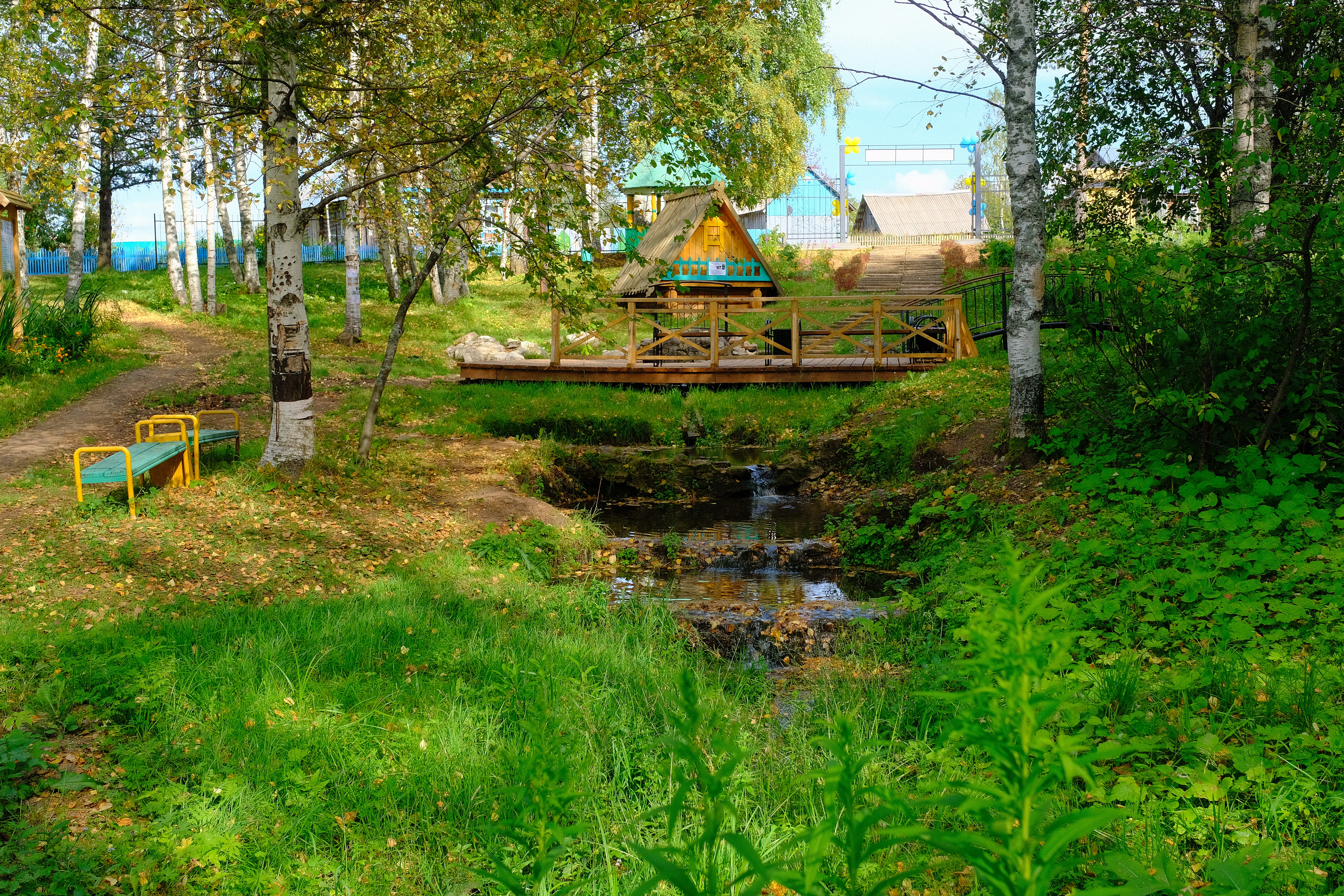
Source de la rivière Kama.